# Saint-Aubin-des-Préaux

Saint-Aubin-des-Préaux este o comună în departamentul Manche, Franța. În 2009 avea o populație de 411 de locuitori.